# Pico 31 de Março
Pico 31 de Março, även Pico Phelps, är ett berg i Brasilien, på gränsen till Venezuela.   Det ligger i kommunen Santa Isabel do Rio Negro och delstaten Amazonas, i den nordvästra delen av landet, 2 700 km nordväst om huvudstaden Brasília. Toppen på Pico 31 de Março är 2 973 meter över havet.
Terrängen runt Pico 31 de Março är bergig norrut, men söderut är den kuperad. Pico 31 de Março är den högsta punkten i trakten. Trakten runt Pico 31 de Março är nära nog obefolkad, med mindre än två invånare per kvadratkilometer.. Det finns inga samhällen i närheten.
I omgivningarna runt Pico 31 de Março växer i huvudsak städsegrön lövskog.